# Distretto di Charlottenburg-Wilmersdorf
Il distretto di Charlottenburg-Wilmersdorf è il quarto distretto (Bezirk) di Berlino.

## Storia
Il distretto di Charlottenburg-Wilmersdorf fu creato nel 2001 unificando i due precedenti distretti di Charlottenburg e di Wilmersdorf.

## Geografia antropica
Il distretto di Charlottenburg-Wilmersdorf è diviso in 7 quartieri (Ortsteil):
- 0401 Charlottenburg
- 0402 Wilmersdorf
- 0403 Schmargendorf
- 0404 Grunewald
- 0405 Westend
- 0406 Charlottenburg-Nord
- 0407 Halensee

## Amministrazione
L'amministrazione distrettuale ha sede al municipio di Charlottenburg, nel quartiere omonimo.
Il sindaco distrettuale (Bezirksbürgermeister) in carica è Reinhard Naumann, della SPD.
| Periodo   | Sindaco             | Partito |
| --------- | ------------------- | ------- |
| 2000-2001 | Andreas Statzkowski | CDU     |
| 2001-2011 | Monika Thiemen      | SPD     |
| dal 2011  | Reinhard Naumann    | SPD     |

### Gemellaggi[1]
- Mannheim, dal 1962 (con Charlottenburg)
- Or Yehuda, dal 1966 (con Charlottenburg)
- Trento, dal 1966 (con Charlottenburg)
- Apeldoorn, dal 1968 (con Wilmersdorf)
- Gladsaxe, dal 1968 (con Wilmersdorf)[2]
- Lewisham, dal 1968 (con Charlottenburg)
- Minden, dal 1968 (con Wilmersdorf)
- Sutton, dal 1968 (con Wilmersdorf)
- Spalato, dal 1970 (con Wilmersdorf)[3]
- Bad Iburg, dal 1980 (con Charlottenburg)
- Karmiel, dal 1985 (con Wilmersdorf)
- Forchheim, dal 1991 (con Wilmersdorf)
- Kulmbach, dal 1991 (con Wilmersdorf)
- Marburg-Biedenkopf, dal 1991 (con Charlottenburg)
- Rheingau-Taunus-Kreis, dal 1991 (con Wilmersdorf)
- Waldeck-Frankenberg, dal 1991 (con Charlottenburg)
- Kiev-Pechersk, dal 1991 (con Wilmersdorf)
- Gagny, dal 1992 (con Wilmersdorf)
- Międzyrzecz, dal 1993 (con Wilmersdorf)
- Linz, dal 1995 (con Charlottenburg)
- Belváros-Lipótváros, dal 1998 (con Wilmersdorf)